# Território do Norte
O Território do Norte (em inglês:  Northern Territory, abreviado como NT) é um território australiano nas regiões central e centro norte da Austrália. Faz fronteira com a Austrália Ocidental no meridiano 129 E a oeste, com a Austrália Meridional no paralelo 26 S ao sul, e com Queensland no meridiano 138 E a leste. Ao norte, o território tem vista para o Mar de Timor, o Mar de Arafura e para o Golfo de Carpentaria, incluindo a Nova Guiné Ocidental e outras ilhas da Indonésia. O Território do Norte abrange uma área de 1 349 129 quilômetros quadrados, tornando-se a 3ª divisão federal australiana e a 11ª maior subdivisão nacional do mundo. É escassamente povoado, com uma população de apenas 245 800 habitantes, menos da metade da população do estado da Tasmânia.
A história arqueológica do Território do Norte começa há mais de 40 000 anos, quando os indígenas australianos se estabeleceram na região. Os comerciantes indonésios começaram a negociar com os povos indígenas do Território do Norte pelo menos a partir do século XVIII. A costa do território foi vista pela primeira vez pelos europeus no século XVII. Os britânicos foram os primeiros europeus a tentar se estabelecer nas regiões costeiras. Após três tentativas fracassadas de estabelecer um assentamento, o sucesso foi alcançado em 1869 com o estabelecimento de um assentamento em Port Darwin. Hoje, a economia é baseada no turismo, especialmente no Parque Nacional Kakadu no Top End, e no Parque Nacional Uluru-Kata Tjuta na Austrália Central, e na mineração.
A capital e maior cidade do território é Darwin. A população está principalmente concentrada nas regiões costeiras e ao longo da Rodovia Stuart. Os outros grandes centros urbanos são Palmerston, Alice Springs, Katherine, Nhulunbuy e Tennant Creek. Os residentes do Território do Norte são frequentemente conhecidos (em inglês) por palavras equivalentes no português como "territorianos" e "norte-territorianos", ou mais informalmente como "top enders" e "centralianos".

## História

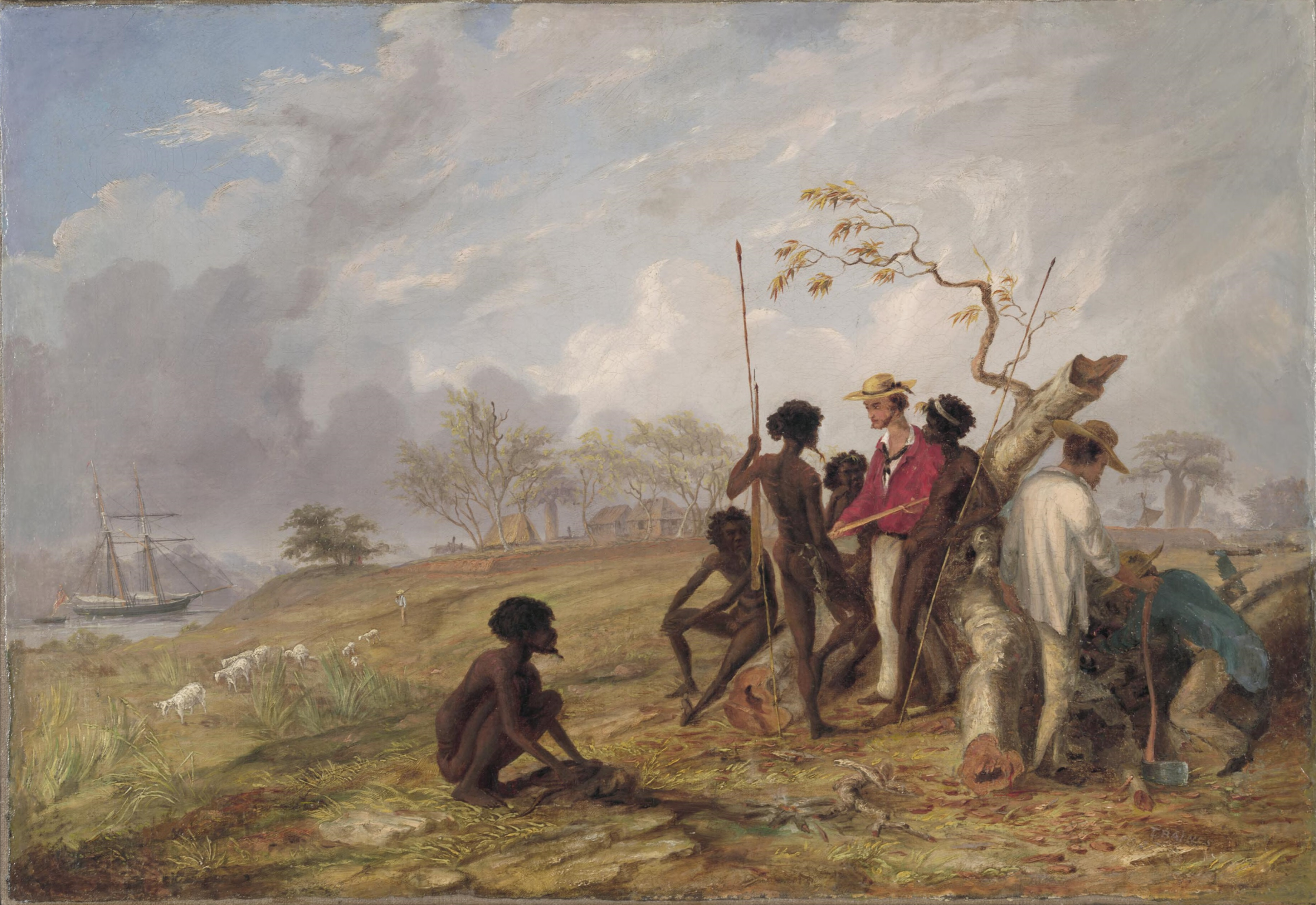
Thomas Baines com aborígines perto da foz do rio Vitória

Os australianos indígenas vivem na área atual do Território do Norte há pelo menos 65 000 anos, e existiam extensas relações comerciais sazonais entre eles e os povos do que é hoje a Indonésia há pelo menos cinco séculos.
Com a chegada dos britânicos, houve quatro tentativas iniciais de se estabelecer no ambiente hostil da costa norte, das quais três falharam devido a fome e o desespero. A terra agora ocupada pelo Território do Norte fazia parte da Colônia de Nova Gales do Sul de 1825 a 1863, exceto por um breve período de fevereiro a dezembro de 1846, quando fez parte da colônia de curta-duração chamada Austrália Setentrional. O Território do Norte fez parte da Austrália Meridional de 1863 a 1911. Sob a administração da Colônia da Austrália Meridional, o telégrafo terrestre foi construído entre 1870 e 1872.
Desde a sua criação em 1869, Port Darwin foi o principal centro do território por muitas décadas.
Uma ferrovia foi construída entre Palmerston e Pine Creek entre 1883 e 1889. O padrão econômico de criação de gado e mineração foi estabelecido, de modo que em 1911 havia 513 000 bovinos. Victoria River Downs já foi a maior estação de gado do mundo. Ouro foi encontrado em Grove Hill em 1872 e em Pine Creek, Brocks Creek, Burundi, e o cobre foi encontrado em Daly River.
Em 1º de janeiro de 1911, uma década após a federação, o Território do Norte foi separado da Austrália Meridional e transferido para o controle federal. Alfred Deakin opinou neste momento: "Para mim, a questão não é tanto comercial como nacional, primeiro, segundo, terceiro e último. Ou devemos realizar a povoação do Território do Norte ou nos submeter à sua transferência para outra nação".

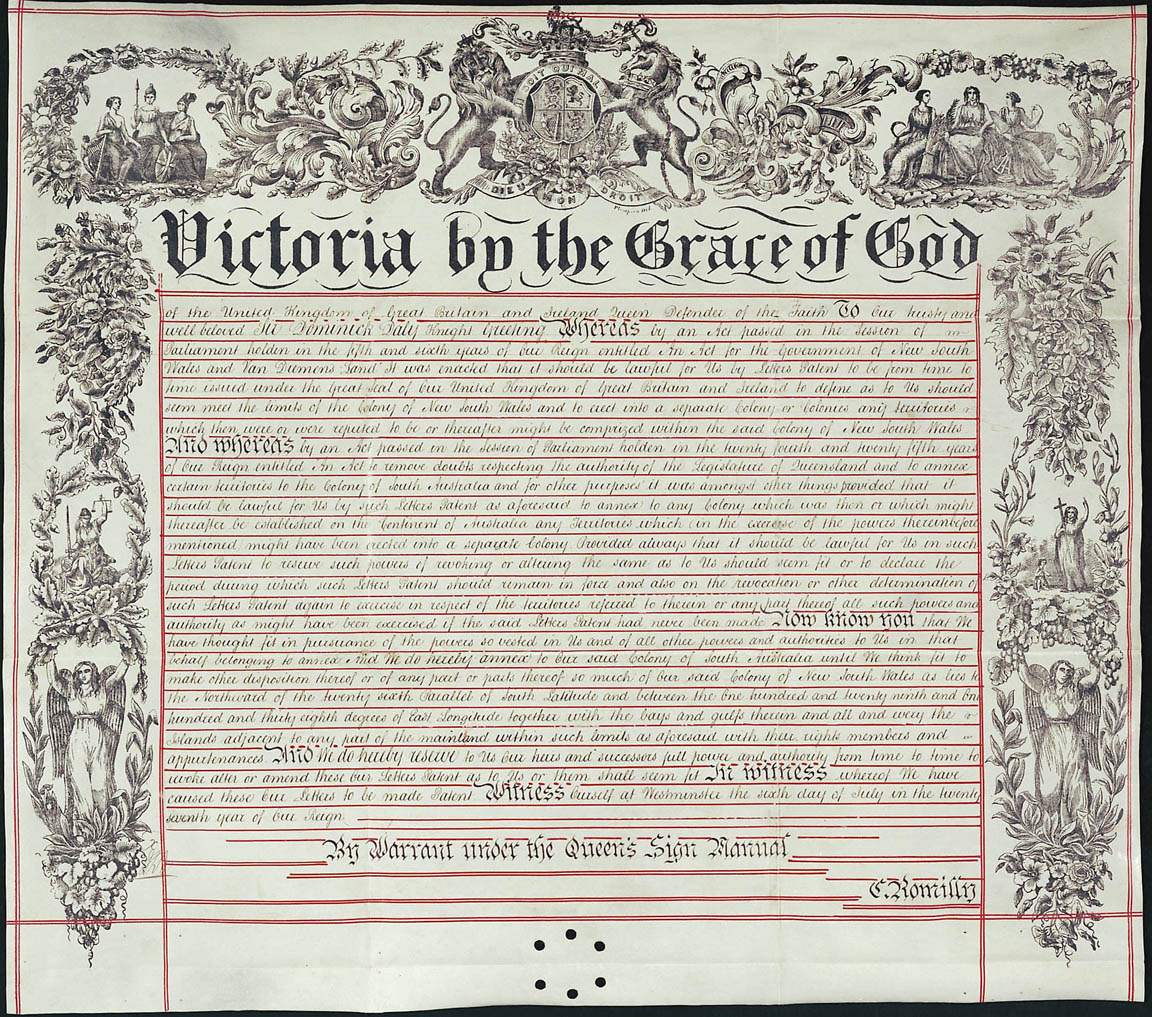
Carta-patente anexando o Território do Norte a Austrália Meridional, 1863.

No final de 1912, havia um sentimento crescente de que o nome "Território do Norte" era insatisfatório. Os nomes "Kingsland" (em homenagem ao rei Jorge V e para corresponder a Queensland), "Centralia" e "Territoria" foram propostos, com "Kingsland" se tornando a escolha preferida em 1913. No entanto, a mudança de nome nunca foi levada adiante.
Por um breve período entre 1927 e 1931, o Território do Norte foi dividido em Austrália Setentrional e Austrália Central no 20º paralelo da latitude sul. Logo após esse período, partes do Território do Norte foram consideradas no Plano Kimberley como um possível local para o estabelecimento de uma pátria judaica, compreensivelmente considerada a "Terra Não Prometida".
Durante a Segunda Guerra Mundial, a maior parte do Top End foi colocada sob governo militar. É a única vez desde a federação que parte de um estado ou território australiano esteve sob controle militar. Após a guerra, o controle de toda a área foi devolvido à Comunidade da Austrália. O bombardeio de Darwin ocorreu em 19 de fevereiro de 1942. Foi o maior ataque individual já realizado por uma potência estrangeira na Austrália. Evidências da história da Segunda Guerra Mundial em Darwin são encontradas em vários locais preservados na cidade e nos arredores da cidade, incluindo depósitos de munição, pistas de pouso, túneis de petróleo e museus. O porto de Darwin foi danificado nos ataques aéreos japoneses de 1942, e posteriormente reconstruído.

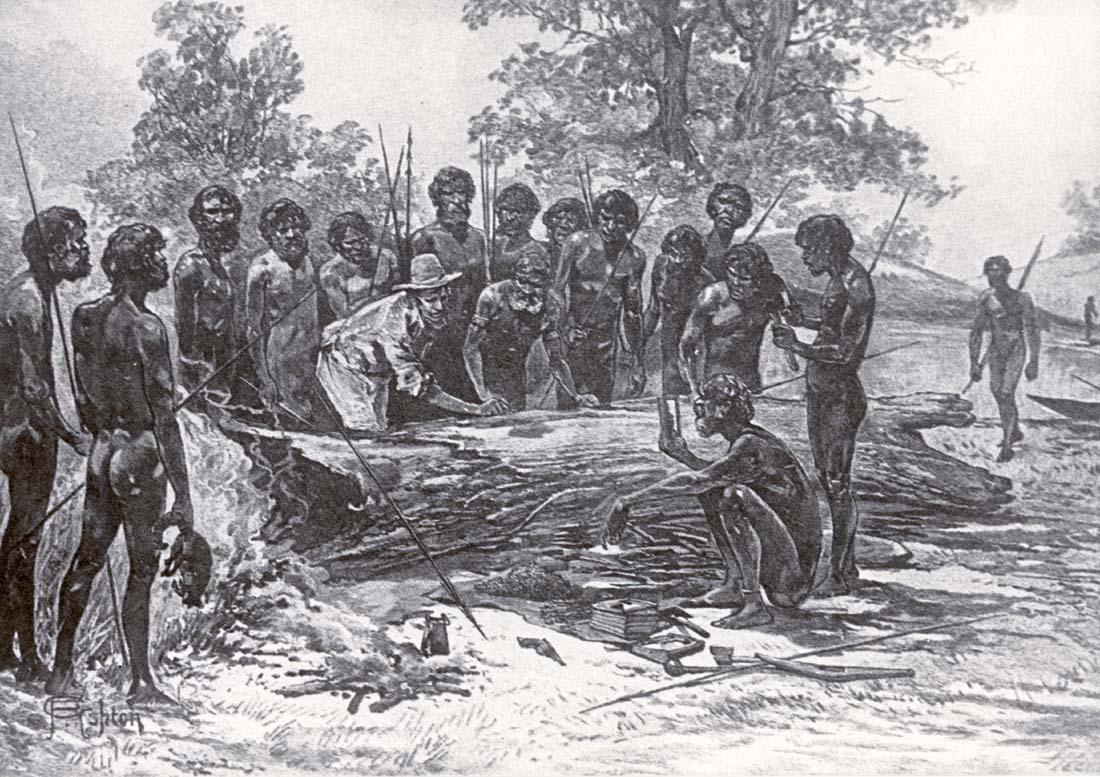
Aborígenes australianos.

No final da década de 1960, as estradas melhoradas nos estados vizinhos, vinculadas ao território, atrasos nos portos e rápido desenvolvimento econômico levaram à incerteza no desenvolvimento de infraestruturas portuárias e regionais. Como resultado da Comissão de Inquérito criada pelo Administrador do território, as disposições do trabalho portuário foram alteradas, o investimento no cais diferido e um plano diretor do porto foi preparado. A extensão do transporte ferroviário não foi considerada por causa do baixo volume de frete.
Os australianos indígenas haviam lutado por direitos a salários justos e terras. Um evento importante nessa luta foi a greve e a saída do povo gurindji na Estação de Gado Wave Hill em 1966. O governo federal de Gough Whitlam criou a Comissão Real Woodward em fevereiro de 1973, que pretendia investigar como os direitos à terra poderiam ser alcançados no Território do Norte. O primeiro relatório do juiz Woodward, em julho de 1973, recomendou a criação de um Conselho Central da Terra e um Conselho do Norte da Terra para apresentar a ele as opiniões dos povos aborígines. Em resposta ao relatório da Comissão Real, uma Lei de Direitos à Terra foi redigida, mas o governo de Whitlam foi demitido antes de a lei ser aprovada.
A Lei dos Direitos à Terra Aborígene de 1976 acabou sendo aprovada pelo governo de Fraser em 16 de dezembro de 1976 e começou a operar em 26 de janeiro de 1977.

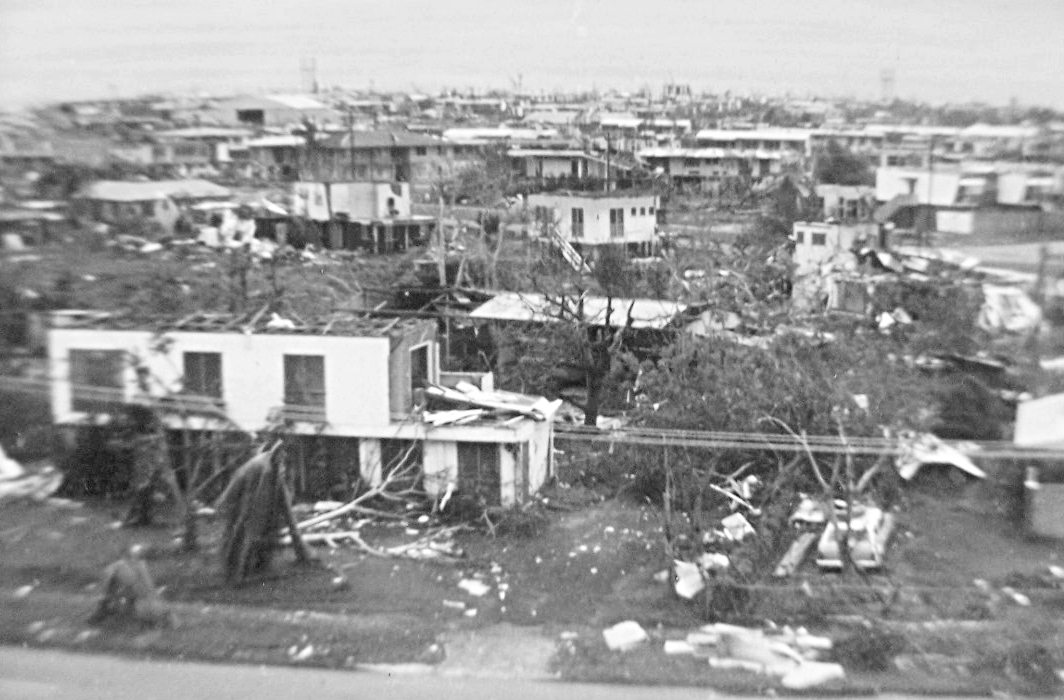
Residências destruídas após o Ciclone Tracy

Em 1974, entre a véspera de Natal e o Natal, Darwin foi devastada pelo Ciclone Tracy. O Ciclone Tracy matou 71 pessoas, causou A$ 837 milhões em danos, ou aproximadamente A$ 6,85 bilhões (no valor do dólar australiano em 2018), e destruiu mais de 70% dos edifícios de Darwin, incluindo 80% das casas. Tracy deixou mais de 41 000 dos 47 000 habitantes da cidade sem teto. A cidade foi reconstruída com tecnologias de construção muito aprimoradas e hoje é uma metrópole moderna e paisagística.
Em 1978, o território recebeu um governo responsável, com uma Assembleia Legislativa chefiada por um ministro-chefe. O território também publica avisos oficiais em seu próprio Diário de Governo. O administrador do Território do Norte é um oficial que atua como representante indireto da rainha no território.
Entre 1995 e 1996, o Território do Norte foi brevemente um dos poucos lugares do mundo a permitir a eutanásia voluntária legal, até que o Parlamento Federal revogou a legislação. Antes da promulgação da lei, quatro pessoas usariam a lei apoiada pelo Dr. Philip Nitschke.

## Geografia

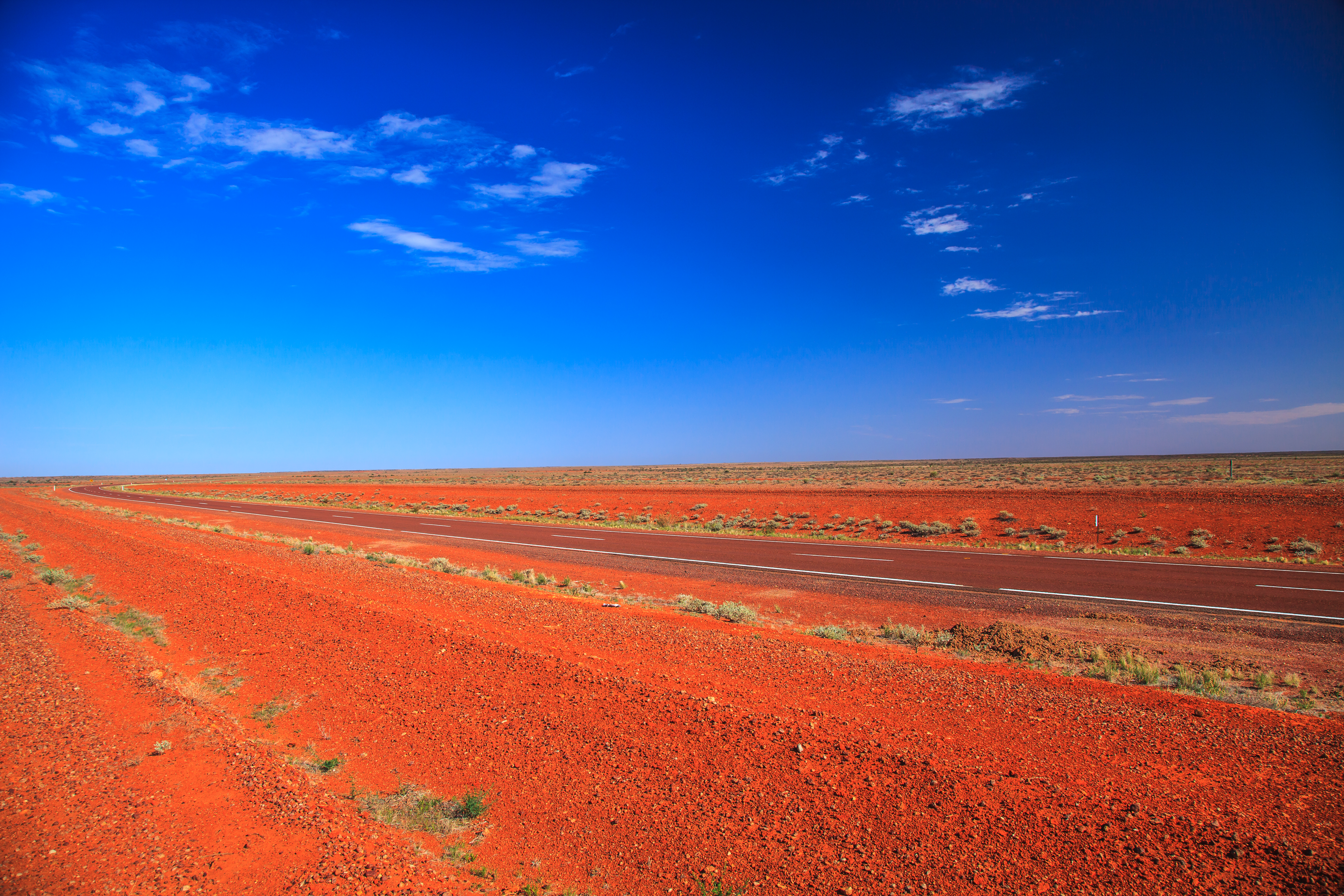
Imagem da rodovia Stuart do extremo norte à Austrália Meridional

Existem muitos assentamentos pequenos espalhados por todo o território, mas os maiores centros populacionais estão localizados na única estrada pavimentada que liga Darwin ao sul da Austrália, a rodovia Stuart, conhecida pelos habitantes locais simplesmente como "a pista".
O Território do Norte é o lar de duas espetaculares formações rochosas naturais, Uluru (Ayers Rock) e Kata Tjuta (The Olgas), que são sagradas para os povos aborígines locais e que se tornaram as principais atrações turísticas.
Na parte norte do território fica o Parque Nacional Kakadu, que possui extensas áreas úmidas e vida selvagem nativa. Ao norte disso fica o Mar de Arafura, e ao leste fica a Terra de Arnhem, cujo centro regional é Maningrida, no delta do rio Liverpool. Há uma extensa série de sistemas fluviais no Território do Norte. Esses rios incluem: os rios Alligator, Daly, Finke, rio McArthur, rio Roper, rio Todd e rio Victoria. O rio Hay é um rio localizado a sudoeste da cidade de Alice Springs, com os rios Marshall, Arthur Creek, Camel Creek e Bore Creek fluindo para ele.

### Clima

Tipos climáticos do Território do Norte segundo Köppen-Geiger

O Território do Norte possui duas zonas climáticas distintas. O extremo norte, incluindo Darwin, possui um clima tropical savânico (Aw), com alta umidade e duas estações, a úmida que vai de outubro a abril, e a seca, que vai de maio a setembro. Durante a estação seca, quase todos os dias são quentes e ensolarados, e a umidade na tarde é em torno de 30%. Existe muito pouca pluviosidade entre maio e setembro. Nos meses mais frios de junho e julho, a temperatura mínima diária pode cair até 14 °C, mas muito raramente fica mais baixa, e geada nunca foi registrada.

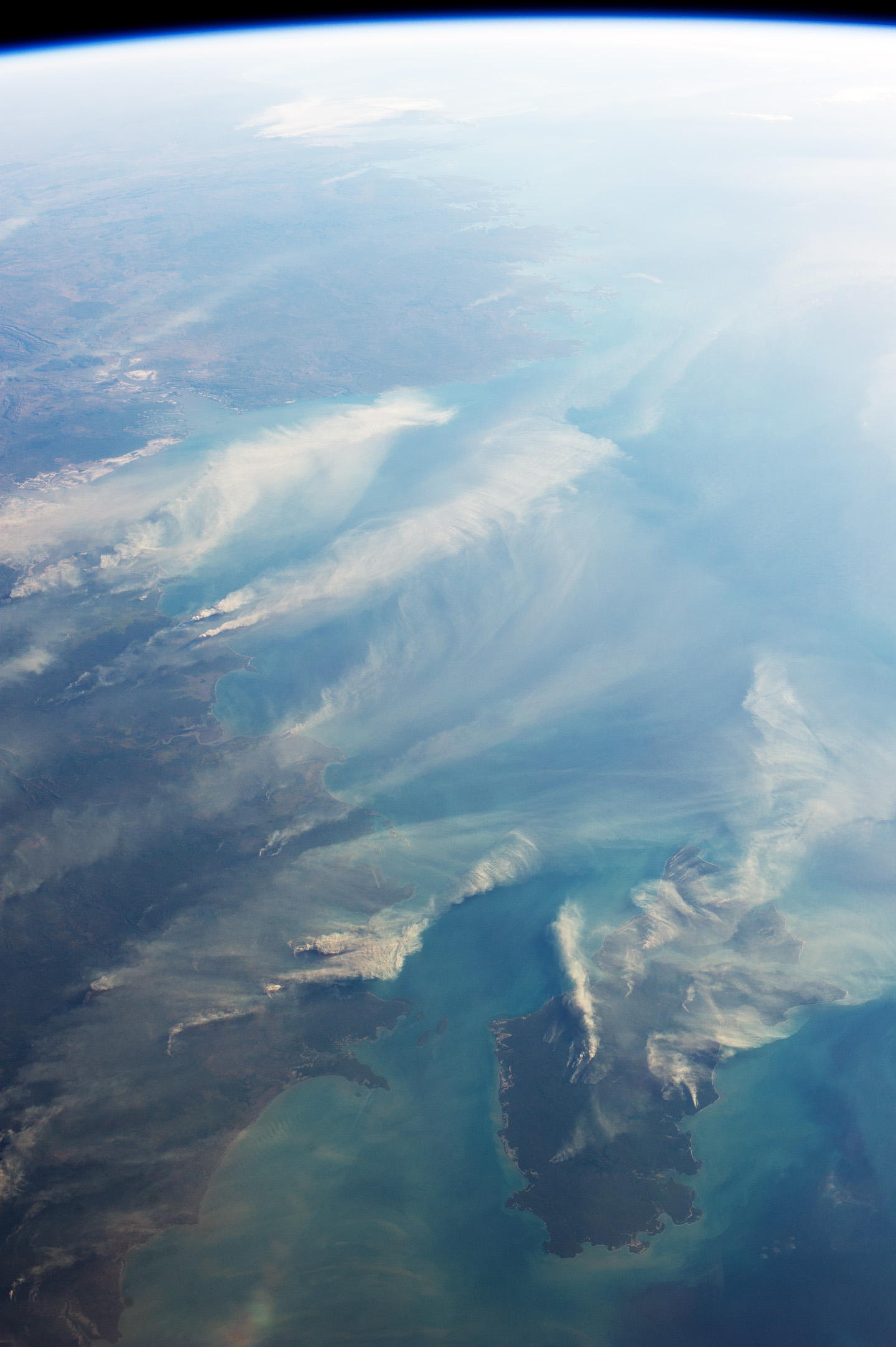
A costa norte da Austrália fica à esquerda com a Ilha Melville no canto inferior direito

A estação chuvosa está associada a ciclones tropicais e chuvas de monções. A maioria das chuvas ocorre entre dezembro e março, quando é verão do hemisfério sul, e quando as tempestades são comuns e a umidade relativa do dia é em média maior que 70% nos meses mais chuvosos. Em média, mais de 1 570 mm de chuva caem no norte. A precipitação pluviométrica é mais alta nas áreas costeiras do noroeste, onde a precipitação média é de 1 800 a 2 100 mm.
A região central e sul do território fazem parte do centro do deserto da Austrália, que inclui Alice Springs e Uluru, e é uma região de clima semiárido (BSh) e árido (BWh), com pouca chuva, geralmente caindo nos meses mais quentes de outubro a março. As estações são mais distintas no centro da Austrália, com verões muito quentes e invernos frios. Geadas são registradas algumas vezes por ano. A região recebe menos de 250 mm de chuva por ano.
A temperatura mais alta registrada no território foi de 48,3 °C, em Aputula nos dias em 1º e 2 de janeiro de 1960. A temperatura mais baixa foi de −7,5 °C, registrada em Alice Springs no dia 17 de julho de 1976.
| Dados climáticos para Alice Springs, Território do Norte | Dados climáticos para Alice Springs, Território do Norte | Dados climáticos para Alice Springs, Território do Norte | Dados climáticos para Alice Springs, Território do Norte | Dados climáticos para Alice Springs, Território do Norte | Dados climáticos para Alice Springs, Território do Norte | Dados climáticos para Alice Springs, Território do Norte | Dados climáticos para Alice Springs, Território do Norte | Dados climáticos para Alice Springs, Território do Norte | Dados climáticos para Alice Springs, Território do Norte | Dados climáticos para Alice Springs, Território do Norte | Dados climáticos para Alice Springs, Território do Norte | Dados climáticos para Alice Springs, Território do Norte | Dados climáticos para Alice Springs, Território do Norte |
| Mês                                                      | Jan                                                      | Fev                                                      | Mar                                                      | Abr                                                      | Mai                                                      | Jun                                                      | Jul                                                      | Ago                                                      | Set                                                      | Out                                                      | Nov                                                      | Dez                                                      | Ano                                                      |
| -------------------------------------------------------- | -------------------------------------------------------- | -------------------------------------------------------- | -------------------------------------------------------- | -------------------------------------------------------- | -------------------------------------------------------- | -------------------------------------------------------- | -------------------------------------------------------- | -------------------------------------------------------- | -------------------------------------------------------- | -------------------------------------------------------- | -------------------------------------------------------- | -------------------------------------------------------- | -------------------------------------------------------- |
| Recorde alta °C (°F)                                     | 46.7 (116.1)                                             | 44.7 (112.5)                                             | 45.0 (113)                                               | 39.9 (103.8)                                             | 38.3 (100.9)                                             | 31.6 (88.9)                                              | 31.6 (88.9)                                              | 35.6 (96.1)                                              | 38.8 (101.8)                                             | 45.0 (113)                                               | 45.6 (114.1)                                             | 47.5 (117.5)                                             | 47.5 (117.5)                                             |
| Média alta °C (°F)                                       | 36.4 (97.5)                                              | 35.2 (95.4)                                              | 32.8 (91)                                                | 28.4 (83.1)                                              | 23.1 (73.6)                                              | 19.9 (67.8)                                              | 19.8 (67.6)                                              | 22.7 (72.9)                                              | 27.3 (81.1)                                              | 31.1 (88)                                                | 33.7 (92.7)                                              | 35.4 (95.7)                                              | 28.8 (83.8)                                              |
| Média baixa °C (°F)                                      | 21.5 (70.7)                                              | 20.7 (69.3)                                              | 17.6 (63.7)                                              | 12.6 (54.7)                                              | 8.2 (46.8)                                               | 5.0 (41)                                                 | 4.0 (39.2)                                               | 6.0 (42.8)                                               | 10.3 (50.5)                                              | 14.8 (58.6)                                              | 17.9 (64.2)                                              | 20.3 (68.5)                                              | 13.2 (55.8)                                              |
| Recorde baixa °C (°F)                                    | 10.0 (50)                                                | 8.5 (47.3)                                               | 6.1 (43)                                                 | 1.4 (34.5)                                               | −2.7 (27.1)                                              | −6.0 (21.2)                                              | −7.5 (18.5)                                              | −4.1 (24.6)                                              | −1.0 (30.2)                                              | 1.3 (34.3)                                               | 3.5 (38.3)                                               | 9.3 (48.7)                                               | −7.5 (18.5)                                              |
| Precipitação média mm (pol.)                             | 40.6 (1.598)                                             | 41.7 (1.642)                                             | 30.9 (1.217)                                             | 16.5 (0.65)                                              | 18.5 (0.728)                                             | 13.2 (0.52)                                              | 14.9 (0.587)                                             | 8.7 (0.343)                                              | 8.5 (0.335)                                              | 20.2 (0.795)                                             | 28.9 (1.138)                                             | 38.2 (1.504)                                             | 279.7 (11.012)                                           |
| Média de dias chuvosos                                   | 4.9                                                      | 4.6                                                      | 3.2                                                      | 2.1                                                      | 2.9                                                      | 2.7                                                      | 2.6                                                      | 1.9                                                      | 2.3                                                      | 4.4                                                      | 5.6                                                      | 6.0                                                      | 43.2                                                     |
| Média da tarde umidade relativa (%)                      | 22                                                       | 25                                                       | 24                                                       | 26                                                       | 33                                                       | 35                                                       | 32                                                       | 25                                                       | 21                                                       | 19                                                       | 19                                                       | 21                                                       | 25.2                                                     |
| Média mensal horas de sol                                | 306.0                                                    | 276.8                                                    | 300.7                                                    | 285.0                                                    | 263.5                                                    | 252.0                                                    | 282.1                                                    | 306.9                                                    | 300.0                                                    | 313.1                                                    | 303.0                                                    | 310.0                                                    | 3 499,1                                                  |
| Fonte: Australian Bureau of Meteorology                  |                                                          |                                                          |                                                          |                                                          |                                                          |                                                          |                                                          |                                                          |                                                          |                                                          |                                                          |                                                          |                                                          |

### Parques nacionais

Parque Nacional Uluru-Kata Tjuta

- Terra de Arnhem (área restrita)
- Parque Nacional Barranyi
- Reserva Costeira de Casuarina
- Parque Natural de Daly River
- Reserva de Conservação de Karlu Karlu/Devils Marbles
- Parque Nacional de Djukbinj
- Parque Nacional das Montanhas Dulcie
- Parque Nacional Elsey
- Parque Nacional Finke Gorge
- Parque Nacional Judbarra
- Parque Nacional Garig Gunak Barlu
- Reserva de Conservação do Parque Natural de Howard Springs
- Parque Nacional de Iytwelepenty/Montanhas Davenport
- Parque Nacional Kakadu
- Parque Nacional do Rio Keep
- Parque Nacional de Litchfield
- Rio Mary Reserva de Travessia de Conservação do Parque Nacional do Rio Mary
- Parque Nacional Elsey
- Parque Nacional Nitmiluk
- Vale Palm
- Deserto de Tanami
- The Olgas
- Parque Nacional Uluru-Kata Tjuta
- Parque Nacional Watarrka (incluindo Kings Canyon)
- Parque Nacional MacDonnell Oeste

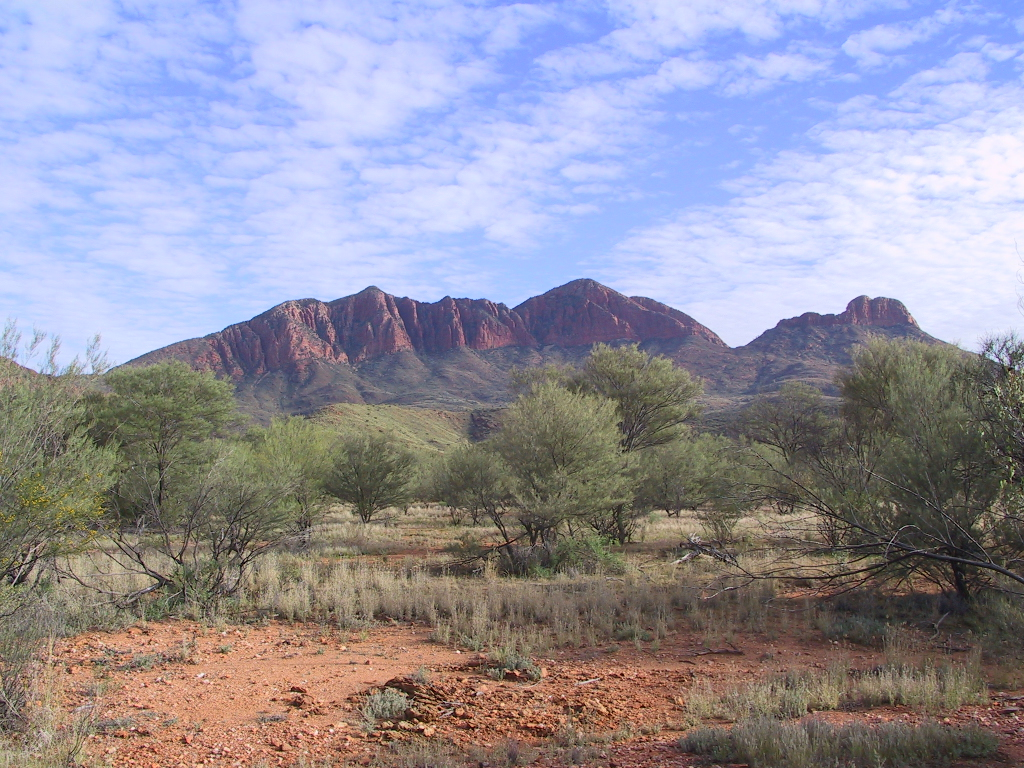
Monte no Parque Nacional MacDonnell Oeste
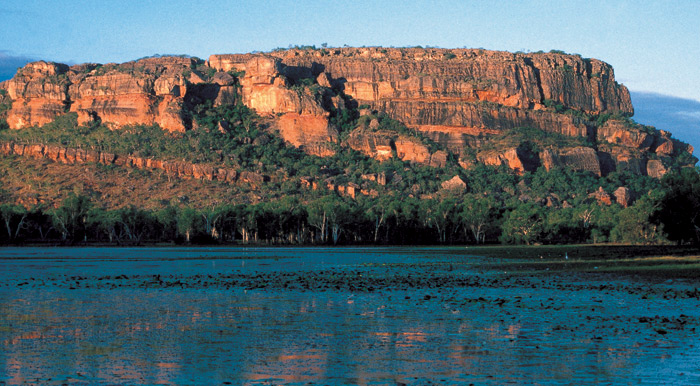
Nourlangie Rock no Parque Nacional Kakadu
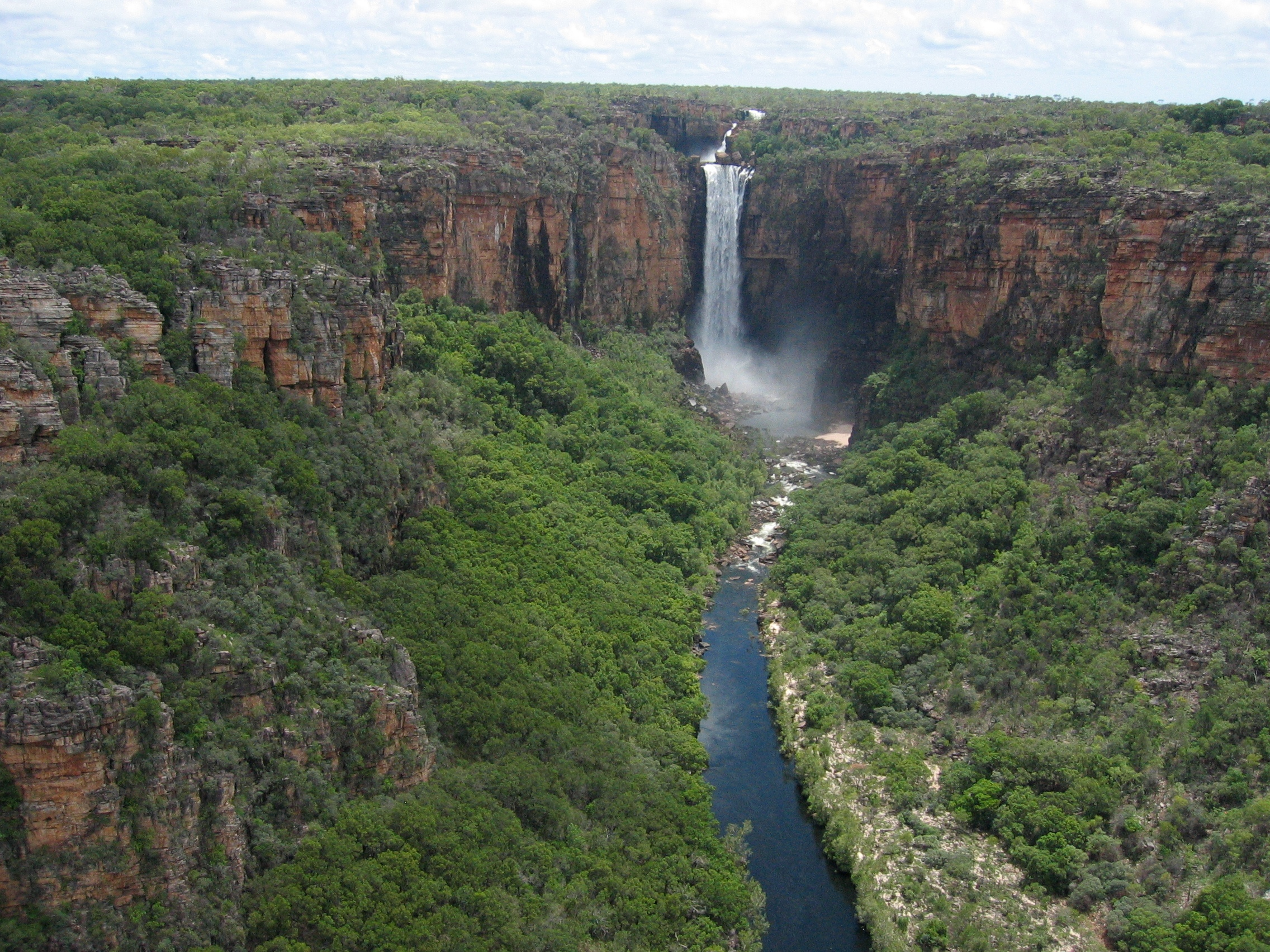
Jim Jim Falls, Parque Nacional Kakadu
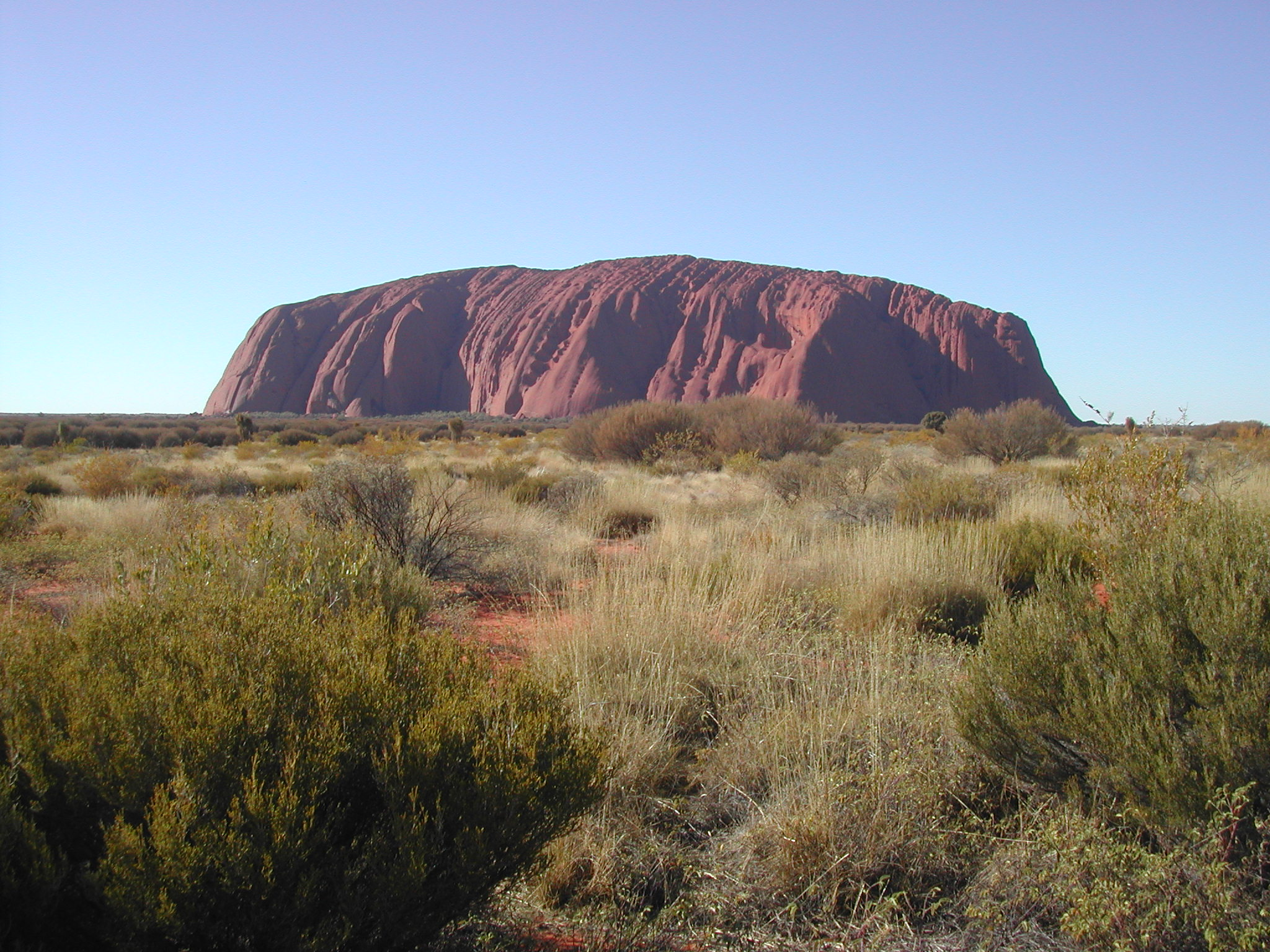
Uluru, uma das imagens mais conhecidas do Território do Norte
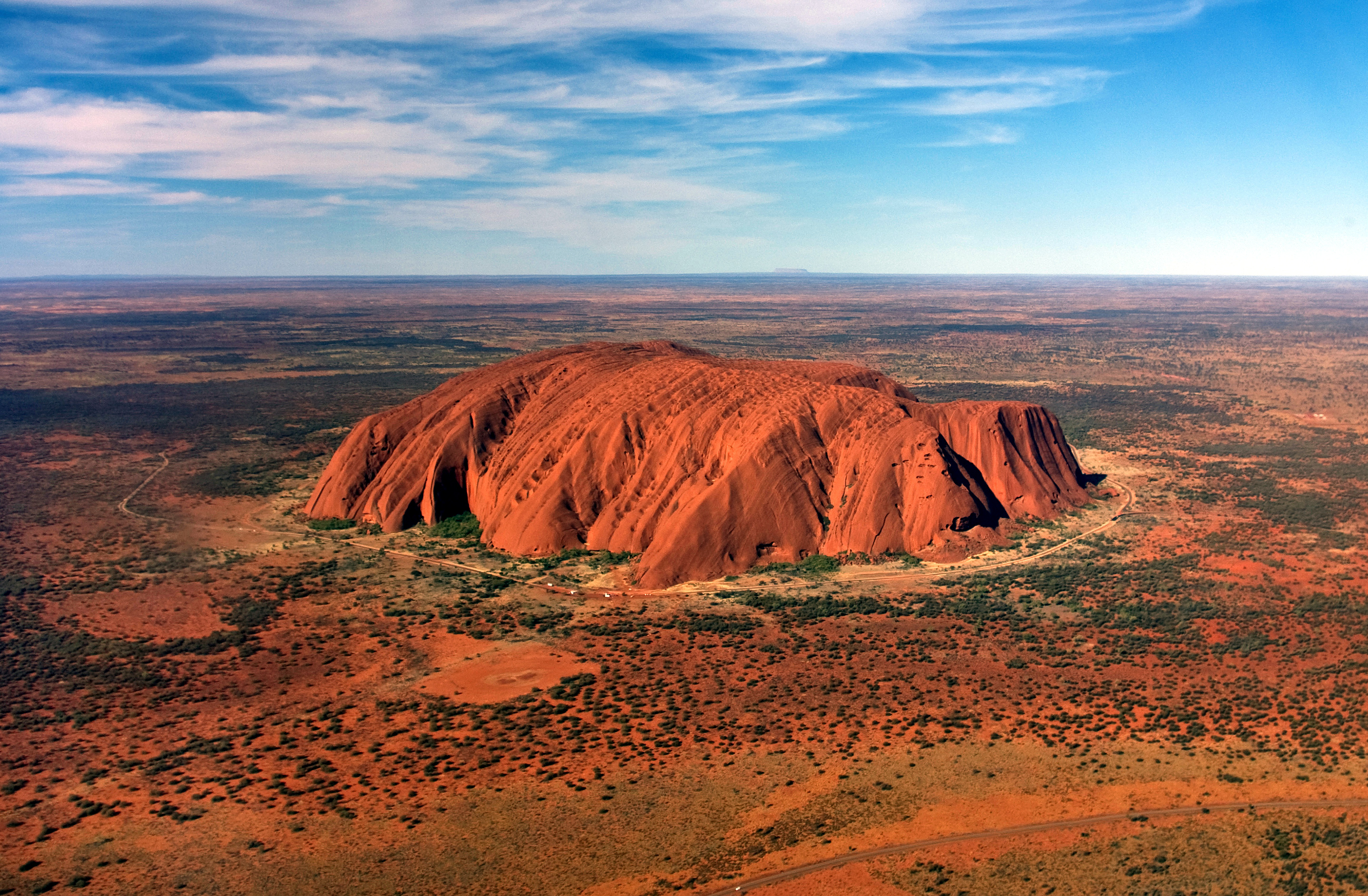
Vista aérea de Uluru

## Demografia
A população do Território do Norte no censo australiano de 2011 era de 211 945 habitantes, um aumento de 10% em relação ao censo de 2006. O Australian Bureau of Statistics (ABS) estimou uma população residente em junho de 2015 de 244 300, levando em consideração os residentes no exterior ou interestadual. A população do território representa 1% da população total da Austrália.
A população do Território do Norte é a mais jovem da Austrália e tem a maior proporção (23,2%) com menos de 15 anos e a menor proporção (5,7%) com 65 anos ou mais. A idade média dos residentes no Território do Norte é de 31 anos, seis anos mais nova que a idade média nacional.
Os australianos indígenas possuem cerca de 49% da terra do território. A expectativa de vida dos australianos indígenas está bem abaixo da dos australianos não indígenas no Território do Norte, fato refletido em outros lugares da Austrália, e essa é uma desigualdade que deve ser resolvida. As estatísticas do ABS sugerem que os australianos indígenas morrem cerca de 11 anos antes dos australianos não indígenas comuns. Existem comunidades aborígines em muitas partes do território, sendo as maiores a Pitjantjatjara perto de Uluru, a Arrernte perto de Alice Springs, a Luritja entre as duas, a Warlpiri mais ao norte e a Yolngu na região leste da Terra de Arnhem.
Mais de 54% dos territorianos vivem em Darwin, cidade localizado no norte do território (Top End). Menos da metade da população do território vive na parte rural do território. Apesar disso, o Território do Norte é a divisão federal menos urbanizada da Comunidade Australiana (seguida pela Tasmânia).

### Regiões
As agências governamentais federais e territoriais dividem o Território do Norte em diferentes regiões administrativas, embora os nomes e limites variem. A Bureau of Statistics define nove áreas estatísticas de nível 3 dentro do Território. Quatro delas, a cidade de Darwin e seus subúrbios, Palmerston e Litchfield, compõem a área metropolitana de Darwin e juntos representam mais de metade da população do território. Outras regiões são usadas para designar áreas em volta das principais cidades regionais.

#### Alice Springs

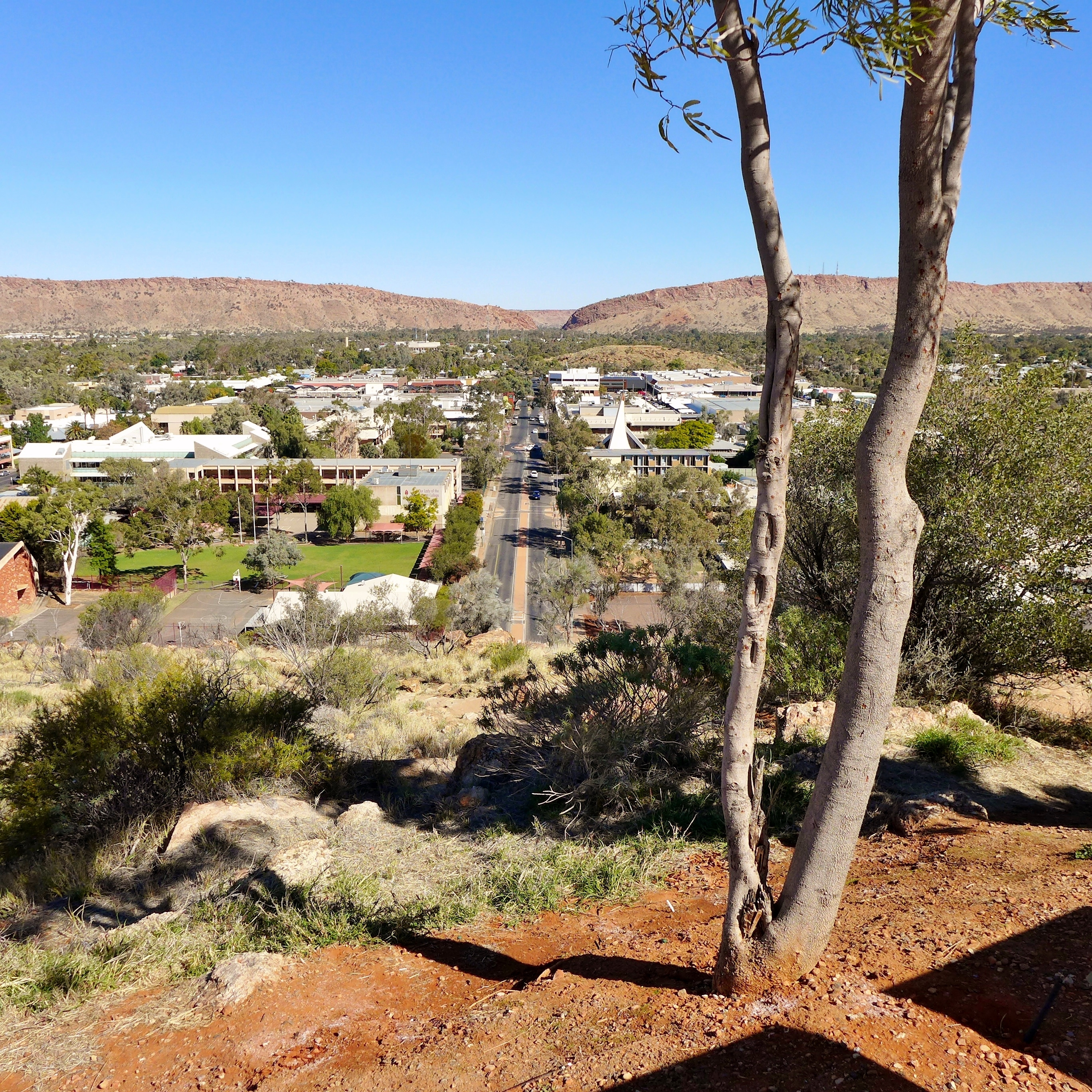
Cidade de Alice Springs

A região de Alice Springs, também chamada de Austrália Central ou Centralia, é usada para descrever uma área centralizada na cidade de Alice Springs. A região está localizada na parte sul do Território do Norte, abrangendo desde o oeste na fronteira com a Austrália Ocidental, até o leste na fronteira com Queensland. No censo de 2016, a região tinha uma população de 41 000 habitantes.

#### Katherine
A região de Katherine, conhecida como "Big River Country", está situado logo a sul da região do Top End. A região de Katherine cobre uma área de 336 674 quilômetros quadrados e tinha uma população de 18 646 habitantes em 2016, tornando-a a terceira região mais populosa do Território do Norte. O principal centro da região é a cidade Katherine, que é o quinto maior centro populacional do território.

#### Planalto de Barkly

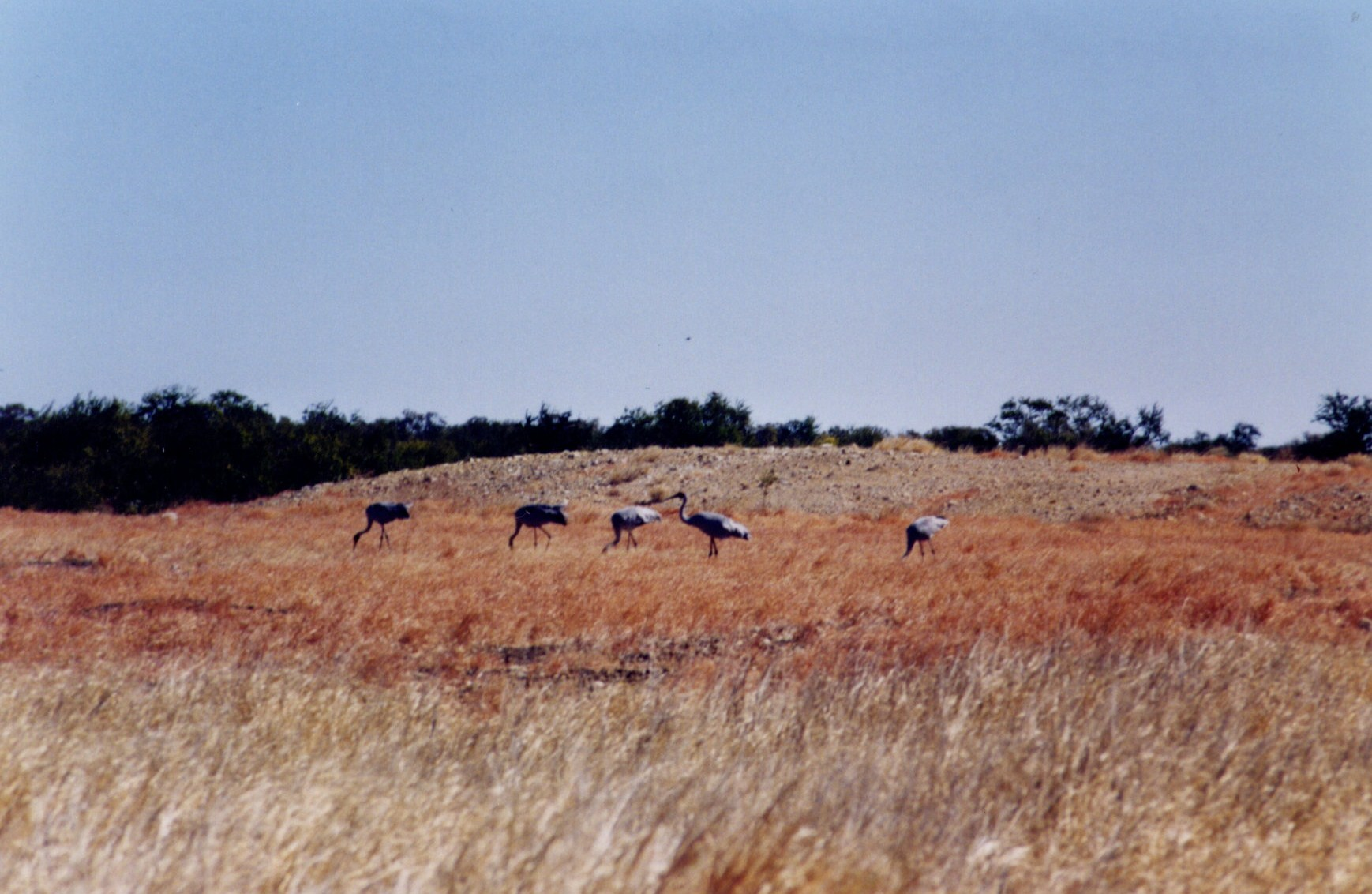
Brolgas, estação Brunette Downs

A região do Planalto de Barkly é uma planície de pastagem na Austrália. Compreende a parte oriental do Território do Norte até o oeste com a fronteira de Queensland. Abrange 283 648 quilômetros quadrados, 21% da área do Território do Norte.

#### Região de Darwin
A região de Darwin compreende a cidade de Darwin e todos os seus subúrbios e cidades-satélite, sendo o lar da maior parte da população do território. É uma região que designa toda a área influenciada pela cidade de Darwin, e se estende do norte da região de Katherine e até o oeste da Terra de Arnhem.

#### Terra de Arnhem

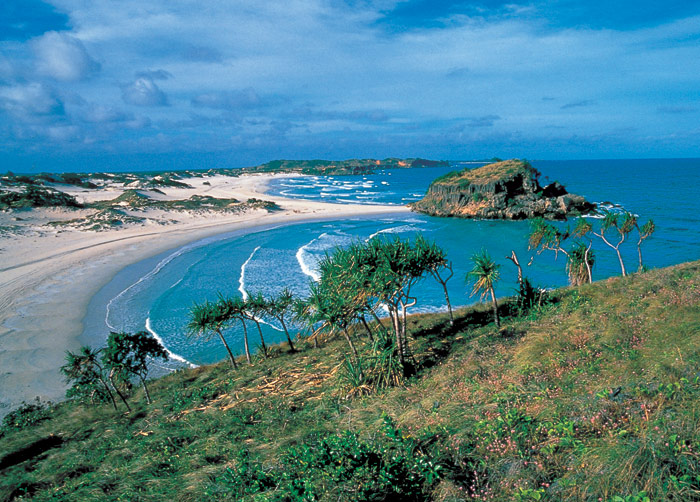
Cabo Nanydjaka, costa de Arnhem

A região da Terra de Arnhem está localizada no canto nordeste do território e fica a cerca de 500 quilômetros da capital do território, Darwin. A área cobre cerca de 97 000 quilômetros quadrados e tinha uma população estimada em 16 000 habitantes no censo de 2007, dos quais 12 000 eram indígenas. O centro de serviços da região é Nhulunbuy, criada no início dos anos 1970 como uma cidade mineradora de bauxita.

### Centros
Nem todas as comunidades são cidades ou vilas incorporadas. Elas são referidas como "Áreas Estatísticas Locais".
| Posição | Local                | População |
| ------- | -------------------- | --------- |
| 1       | Darwin               | 136 828   |
| 2       | Palmerston-East Arm  | 33 695    |
| 3       | Alice Springs        | 23 726    |
| 4       | Litchfield           | 23 528    |
| 5       | Katherine            | 6 303     |
| 6       | Nhulunbuy            | 3 088     |
| 7       | Tennant Creek        | 2 991     |
| 8       | Wadeye/Victoria-Daly | 2 280     |
| 9       | Yulara               | 1 099     |
| 10      | Jabiru               | 1 081     |

### Ancestralidade e imigração
No censo australiano de 2016, as ancestralidades mais comumente nomeadas foram: 
- Australiana (32,8%)[nota 3]
- Inglesa (27,6%)
- Indígenas (25,5%)[nota 4]
- Irlandesa (9,3%)
- Escocesa (7,5%)
- Alemã (4,4%)
- Filipina (3,5%)
- Chinesa (3,1%)
- Indiana (2,3%)
- Italiana (2,1%)
- Grega (2%)
- Neerlandesa (1,3%)

Um porcentagem de 31,2% da população nasceu no exterior, de acordo com o censo de 2016. Os cinco maiores grupos de nascidos no exterior foram das Filipinas (2,6%), Inglaterra (2,4%), Nova Zelândia (2%), Índia (1,6%) e Grécia (0,6%).
Cerca de 25,5% da população, ou 58 248 pessoas, se identificaram como indígenas australianos, o que inclui aborígenes e nativos do Estreito de Torres.

### Línguas
No censo de 2016, 58% dos habitantes falavam apenas o inglês em casa, com os seguintes idiomas sendo comuns: crioulo australiano (1,9%), dhuwal (1,9%), grego (1,4%), tagalo (1,3%) e warlpiri (0,9%).
Existem mais de 100 idiomas e dialetos aborígines falados no Território do Norte, além do inglês, que é mais comum em cidades como Darwin ou Alice Springs. As principais línguas indígenas faladas no Território do Norte incluem murrinh-patha e ngangikurrungurr no noroeste, ao redor de Wadeye, warlpiri e warumungu no centro em torno de Tennant Creek, arrernte em Alice Springs, pintupi-luritja ao sudeste, pitjantjatjara no sul, perto de Uluru, yolngu matha ao extremo norte na Terra de Arnhem (onde o dialeto djambarrpuyngu de dhuwal é considerado uma língua franca), e burarra, maung, iwaidja e kunwinjku no centro norte e na Ilha Croker e nas Ilhas Goulburn. Tiwi é falado nas ilhas Melville e Bathurst. A literatura em muitas dessas línguas está disponível no Arquivo Vivo de Línguas Aborígines.

### Religiões
No censo de 2016, os católicos romanos formam o maior grupo religioso do território, com 19,9% da população do Território do Norte, seguidos pelos anglicanos (8,4%), pela Igreja Unida (5,7%) e pelos luteranos (2,6%). O budismo é a maior religião não cristã do território (2,0%), seguida pelo hinduísmo (1,6%), que é a porcentagem da população religiosa que mais cresce no território. A religião e mitologia aborígine australiana (1,4%) também é praticada. Cerca de 30% dos territorianos não professam religião alguma.

## Economia

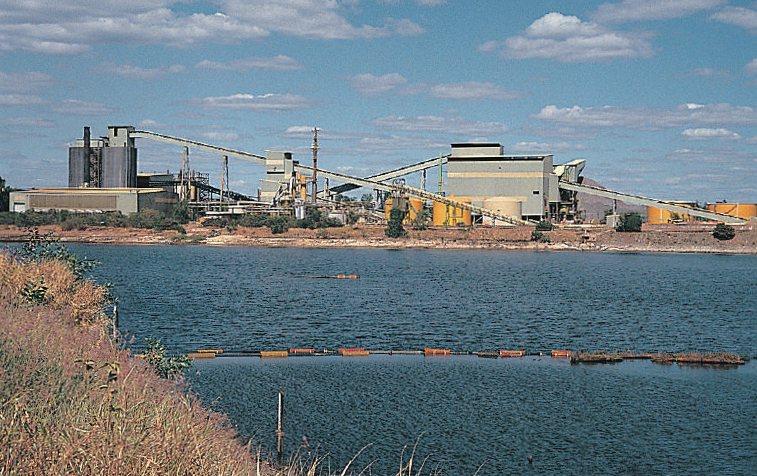
Mina de urânio Ranger Uranium. A mineração é um setor importantes na economia do território

A economia do Território do Norte é caracterizada por uma abundância de recursos naturais, um grande setor público e uma presença significativa de forças de defesa. O Território do Norte possui uma economia aberta relativamente pequena, que é fortemente influenciada por condições econômicas externas, como taxas de câmbio, preços de commodities, fluxos de migração interestaduais e internacionais, além de investimentos em grandes projetos. A estrutura distintiva da economia também é influenciada pela população relativamente pequena, que é distribuída por uma área grande e principalmente remota. Distâncias significativas também separam os principais centros populacionais do Território do Norte e do resto da Austrália.
A economia do território é impulsionada em grande parte pela mineração, que está concentrada em minerais produtores de energia e na produção de petróleo, e contribui com cerca de A$ 2,5 bilhões para o produto interno bruto (PIB) do território e emprega mais de 4 600 pessoas. A mineração era responsável por 14,9% do produto interno bruto do território em 2014–15, em comparação com apenas 7% nacionalmente.
Nos últimos anos, em grande parte devido ao efeito de grandes projetos de infraestrutura e expansão de minas, a construção ultrapassou a mineração como a maior indústria individual do território. A construção, mineração e manufatura e serviços governamentais e comunitários combinam-se para representar cerca de metade do produto interno bruto do território, em comparação com cerca de um terço, considerando o produto interno bruto da Austrália.

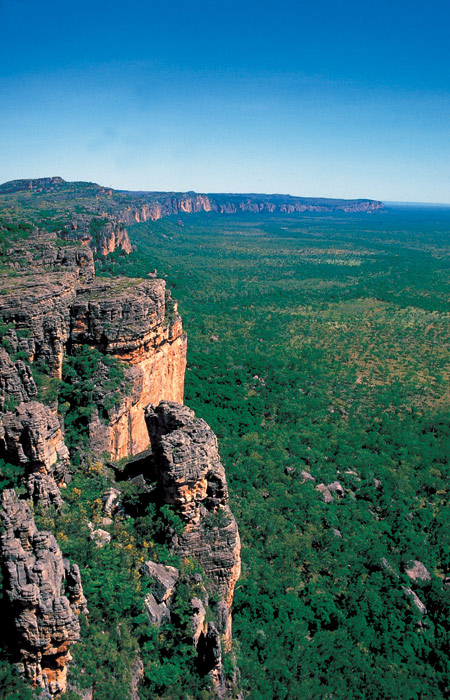
Vista do Parque Nacional Kakadu. O parque é um destino popular para turistas no Território do Norte

A economia cresceu consideravelmente na última década, passando de A$ 15 bilhões em 2004–05 para mais de A$ 22 bilhões em 2014–15. Em 2012–13, a economia do território expandiu 5,6%, mais do que o dobro do nível de crescimento nacional e, em 2014–15, expandiu 10,5%, quatro vezes a taxa de crescimento nacional.
Entre 2003 e 2006, o produto interno bruto do território passou de A$ 8,67 bilhões para A$ 11,476 bilhões, um aumento de 32,4%. Durante os três anos até 2006–2007, o produto interno bruto do Território do Norte cresceu uma taxa média anual de 5,5%. Em 2018–19, o PIB per capita do Território do Norte era de A$ 106 196, maior do que o de qualquer estado ou território australiano e também superior ao produto interno bruto per capita médio da Austrália, que era de A$ 74 873.
As exportações do Território do Norte aumentaram 12,9%, ou A$ 681 milhões, em 2012–13. Os maiores contribuintes para as exportações do território foram: combustíveis minerais (principalmente GNL), matérias-primas (principalmente minérios minerais) e alimentos e animais vivos (principalmente gado vivo). Os principais mercados internacionais para exportação do territórios foram o Japão, China, Indonésia, Estados Unidos e Coreia do Sul.
As importações para o Território do Norte totalizaram A$ 2 887,8 milhões, que consistiam principalmente em materiais para a fabricação de máquinas e equipamentos (58,4%) e na produção de petróleo, carvão, produtos químicos e produtos associados (17,0%).
As principais operações de mineração são bauxita na Península de Gove, onde a produção era estimada para crescer 52,1%, cerca A$ 254 milhões em 2007–2008. A mineração de manganês em Groote Eylandt, era estimada para crescer 10,5%, cerca de A$ 1,1 bilhão, crescimento que foi impulsionado pelas minas recém-desenvolvidas de Bootu Creek e Frances Creek. A mineração de ouro que estimou-se um aumento de 21,7%, para A$ 672 milhões, principalmente na usina Union Reefs e urânio na Mina Ranger Uranium.
O turismo é um importante fator econômico para o Território do Norte e uma indústria significativa nas áreas regionais. Destinos icônicos como o Uluru e o Kakadu tornam o Território do Norte um destino popular para viajantes domésticos e internacionais. Diversas paisagens, quedas d'água, amplos espaços abertos, cultura aborígine e vida selvagem indomável proporcionam aos visitantes a oportunidade de mergulhar nas maravilhas naturais que o Território do Norte oferece. Em 2015, o território recebeu um total de cerca de 1,6 milhão de visitantes nacionais e internacionais, contribuindo com cerca de A$ 2,0 bilhões para a economia local. Os turistas em férias representavam a maioria dos visitantes totais, que eram cerca de 792 000 visitantes. O turismo também tem fortes vínculos com outros setores da economia, incluindo acomodações e serviços de alimentação, comércio varejista, recreação e cultura e transporte.

## Política

### Parlamento

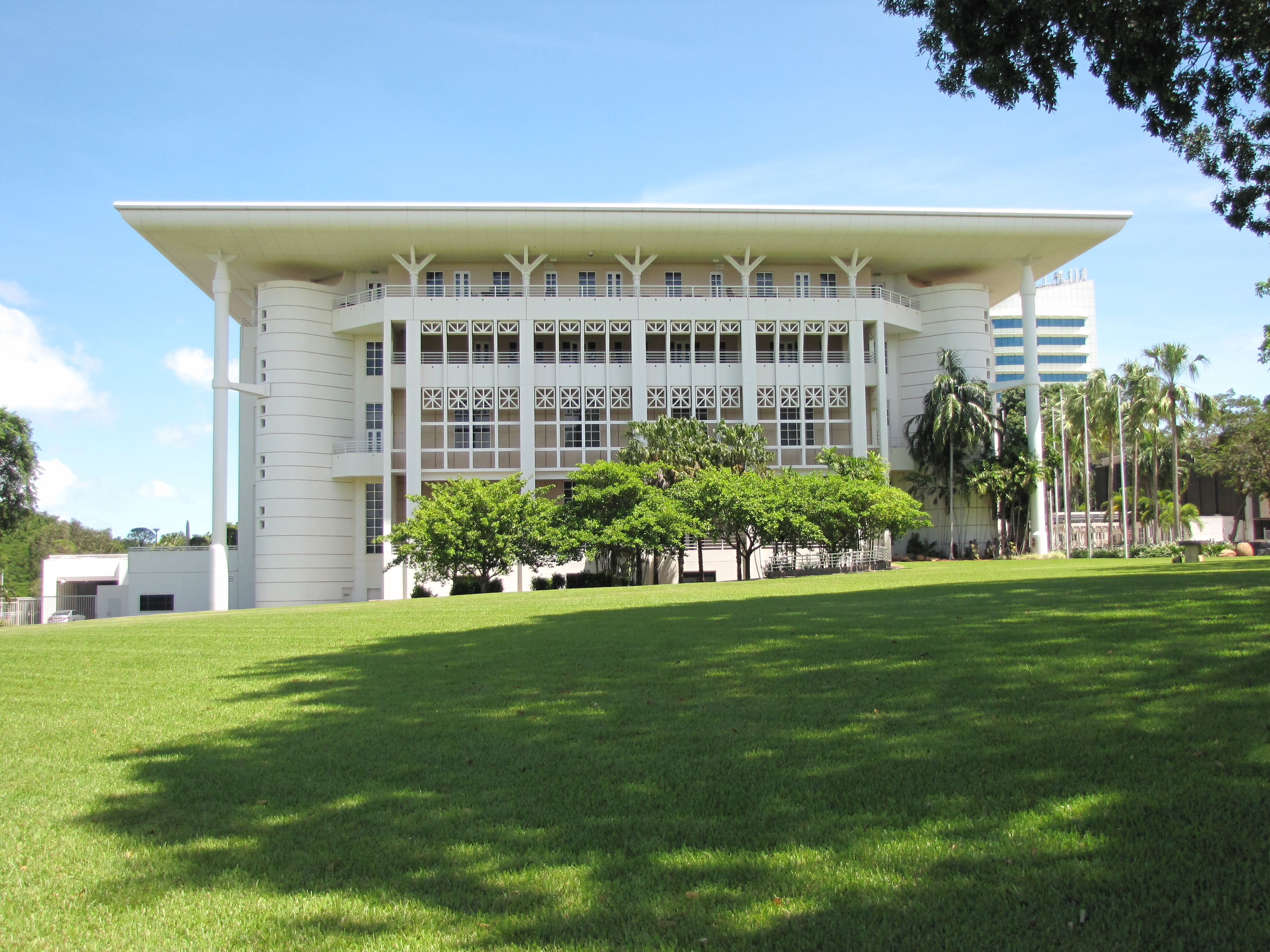
A Assembleia Legislativa em Darwin

O Parlamento do Território do Norte é um dos três parlamentos unicamerales do país. Baseado no sistema de Westminster, consiste na Assembleia Legislativa do Território do Norte, criada em 1974, substituindo o Conselho Legislativo do Território do Norte. Também é responsável pelo Diário do Governo do Território do Norte da Austrália.
O Conselho Legislativo do Território do Norte foi o corpo governante parcialmente eleito de 1947 até sua substituição pela Assembleia Legislativa do Território do Norte, totalmente eleita, em 1974. A inscrição total para as eleições de 1947 foi de 4 443. O Território do Norte foi dividido em cinco eleitorados: Darwin, Alice Springs, Tennant Creek, Batchelor e Stuart.
Embora esta assembleia exerça poderes semelhantes aos dos parlamentos dos estados da Austrália, ela o faz por devolução legislativa de poderes do Governo da Comunidade, e não por qualquer direito constitucional. Como tal, o Governo da Comunidade mantém o direito de legislar sobre o território, incluindo o poder de anular a legislação aprovada pela Assembleia Legislativa. O monarca é representado pelo administrador do Território do Norte, que desempenha um papel semelhante ao de um governador de estado. Cerca de vinte e cinco membros da Assembleia Legislativa são eleitos para mandatos de quatro anos a partir de eleitorados de um único membro.
Por alguns anos tem havido agitação para mudança de status do território para transformá-lo num estado. Um referendo de eleitores no Território do Norte foi realizado sobre o assunto em 1998, o que resultou em um voto "não". Isso foi um choque para os governos do Território do Norte e da Comunidade Australiana, pois as pesquisas de opinião mostraram que a maioria dos territorianos apoiava a ideia de um estado. Mas, de acordo com a Constituição Australiana, o governo federal pode definir os requisitos de entrada para um estado completo. O Território do Norte recebeu três senadores, em vez dos 12 garantidos aos estados originais. Devido à diferença nas populações, um número igual de cadeiras no Senado significaria que o voto de um territoriano para um senador seria como mais de 30 votos em Nova Gales do Sul ou Vitória. Juntamente com o que foi citado como uma abordagem arrogante adotada pelo então ministro-chefe Shane Stone, acredita-se que a maioria dos territorianos, independentemente de suas visões gerais sobre o estado, relutava em adotar a oferta específica que foi feita.

### Ministro-chefe e gabinete
O ministro-chefe é o chefe de governo de um território autônomo (o chefe de um governo estadual é o premier). O ministro-chefe é nomeado pelo administrador, que em circunstâncias normais nomeia o líder de qualquer partido que detenha a maioria dos assentos na Assembleia Legislativa do Território do Norte. O atual ministro-chefe é Michael Gunner, do Partido Trabalhista Australiano. Ele substituiu Adam Giles em 31 de agosto de 2016.

### Administrador

Crianças acenam bandeiras australianas durante um desfile do Dia ANZAC em Palmerston

O Território do Norte tornou-se autônomo em 1º de julho de 1978 sob seu próprio administrador, designado pelo Governador-Geral da Austrália. O governo federal, não o governo do território, aconselha o governador-geral sobre a nomeação do administrador, mas, por convenção, consulta primeiro o governo do território. O administrador atual é Vicki O'Halloran.

### Governo federal
O Território do Norte é representado no parlamento federal por dois membros da Câmara dos Deputados e dois membros do Senado. Em maio de 2019, resultante da eleição federal de 2019, Warren Snowdon, do Partido Trabalhista Australiano (ALP), e Luke Gosling, do Partido Trabalhista Australiano (ALP), atuam na Câmara dos Deputados, e Malarndirri McCarthy, do ALP, e Sam McMahon, do Partido Liberal do País serve no Senado.

### Governo local
O Território do Norte está dividido em 17 áreas do governo local, incluindo 11 condados e cinco municípios. Os condados da cidade e os conselhos municipais são responsáveis por funções delegadas pelo parlamento do Território do Norte, como infraestrutura rodoviária e gerenciamento de resíduos. A receita do Conselho vem principalmente de impostos sobre propriedades e subsídios do governo.

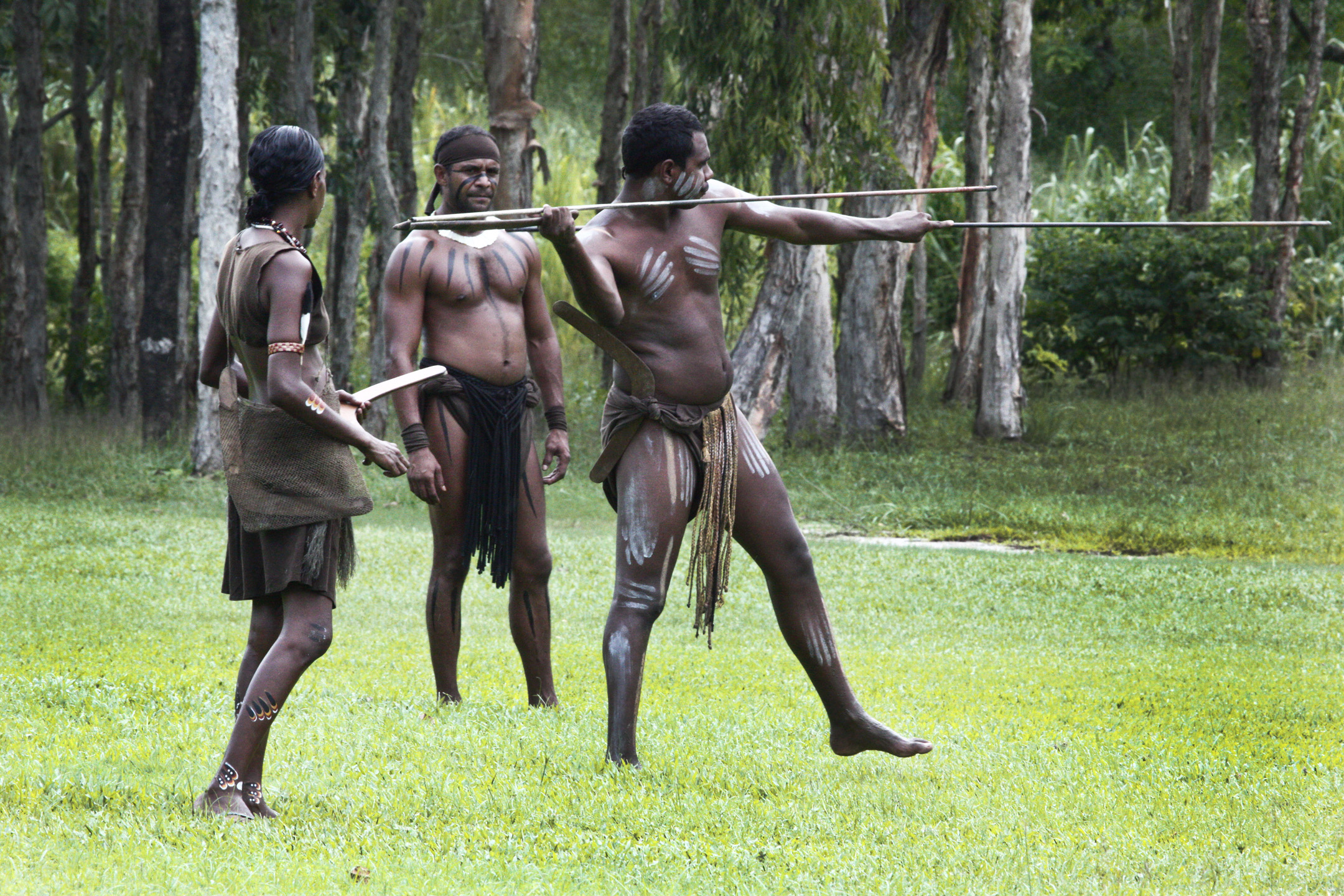
Os australianos aborígines possuem cerca de 49% das terras do Território do Norte

### Conselhos de terra aborígines
Os conselhos de terras aborígines no Território do Norte são grupos de proprietários aborígines, criados sob a Lei dos Direitos à Terra Aborígene de 1976.

### Partidos políticos
Os dois partidos políticos dominantes no Território do Norte são o Partido Liberal Australiano (CLP), conservador, e o Partido Trabalhista Australiano, social-democrata. Os partidos menores que também atuam no território são os Verdes do Território do Norte, o Partido Unido da Austrália e o Partido Político das Primeiras Nações da Austrália. Na eleição geral do Território do Norte de 2016, apenas dois representantes do CLP foram eleitos, mais cinco independentes. Isso torna o status parlamentar do CLP como um grande partido uma questão de conjectura.

## Educação

### Ensino primário e secundário

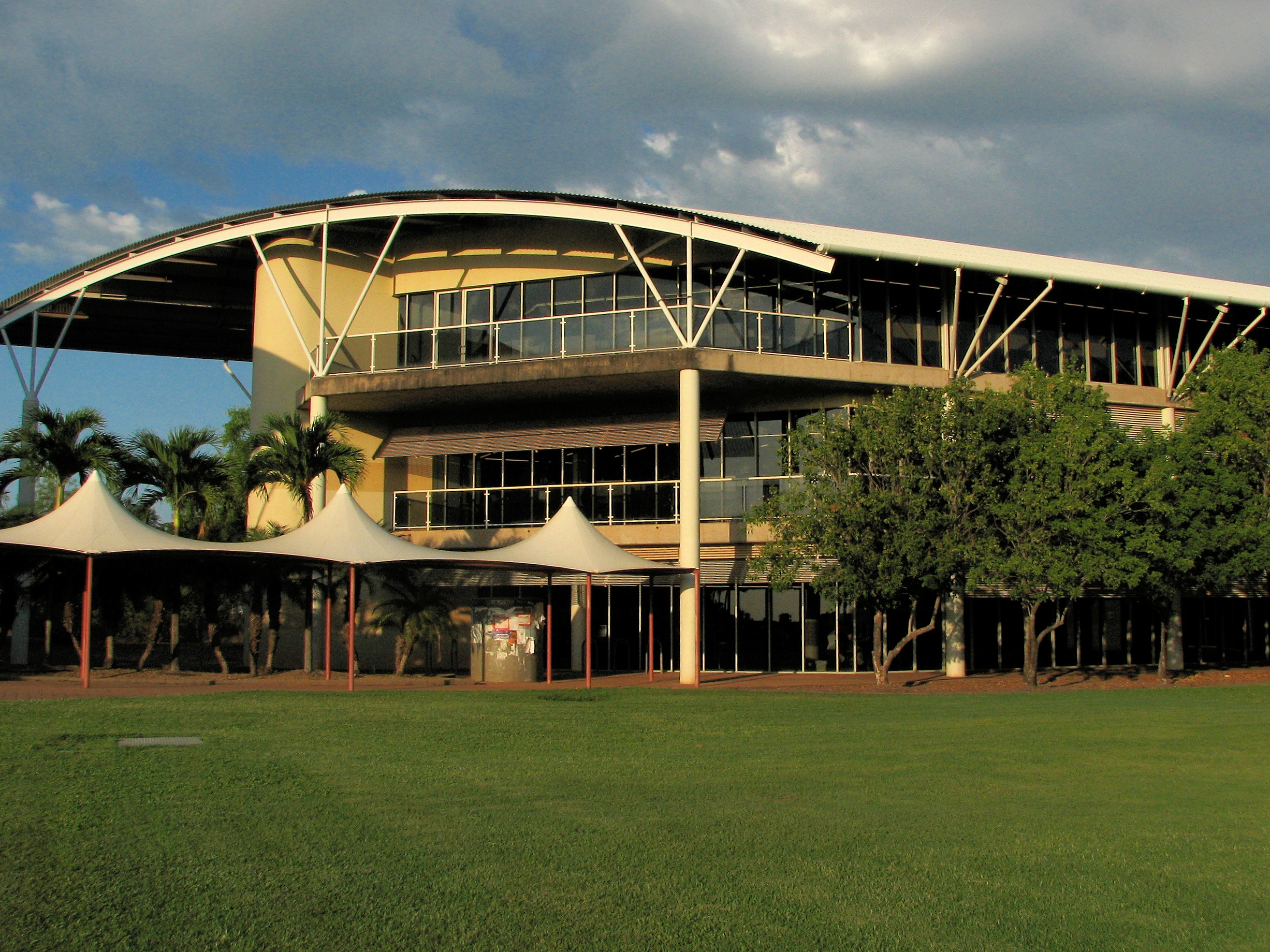
Prédio de campus da Universidade Charles Darwin

A educação escolar no Território do Norte consiste em seis anos de ensino fundamental, incluindo um ano de transição, três anos de ensino intermediário e três anos de ensino secundário. No início de 2007, o Território do Norte introduziu o ensino intermediário nos anos 7 a 9 e o ensino médio nos anos 10 a 12. As crianças do Território do Norte geralmente começam a escola aos cinco anos. Ao concluir o ensino intermediário, os alunos recebem o Certificado de Educação do Território do Norte (NTCE). Os alunos que concluírem com êxito o ensino médio também recebem uma classificação de ingresso no ensino superior, ou a pontuação ENTER, para determinar a admissão em uma universidade. Um bacharelado internacional é oferecido em uma instituição do território, o Kormilda College.
As escolas do Território do Norte são públicas ou privadas. As escolas públicas, também conhecidas como escolas estaduais ou governamentais, são financiadas e administradas diretamente pelo Departamento de Educação. As escolas particulares incluem escolas administradas pela Igreja Católica e escolas independentes, algumas de elite semelhantes às escolas públicas inglesas. Algumas escolas independentes do Território do Norte são afiliadas às igrejas protestante, luterana, anglicana, ortodoxa grega ou adventista do sétimo dia, mas incluem escolas que não são da igreja e uma escola indígena.
Em 2009, o Território do Norte possuía 151 escolas públicas, 15 escolas católicas e 21 escolas independentes. 39 492 estudantes estavam matriculados em escolas em todo o território, com 29 175 em escolas públicas e 9 882 em escolas independentes. O Território do Norte tem cerca de 4 000 professores em período integral.

### Ensino terciário
O Território do Norte tem uma universidade que foi aberta em 1989 sob o nome de Universidade do Território do Norte. Agora renomeada como Universidade Charles Darwin, tinha cerca de 19 000 alunos matriculados: cerca de 5 500 estudantes de ensino superior e cerca de 13 500 estudantes de cursos de educação e treinamento vocacional (VET). A primeira instituição de ensino terciário no território foi o Instituto Batchelor de Educação Terciária Indígenagena, criado em meados da década de 1960.

### Livrarias
A Biblioteca do Território do Norte é a biblioteca de pesquisa e referência do território. É responsável por coletar e preservar o patrimônio documental do Território do Norte e disponibilizá-lo através de uma variedade de programas e serviços. O material da coleção inclui livros, jornais, revistas, periódicos, manuscritos, mapas, figuras, objetos, gravações de som e vídeo e bancos de dados.

## Transportes

### Transporte rodoviário

Cidades do Território do Norte, assentamentos e rede de estradas

O Território do Norte possui uma rede conectada de estradas fechadas, incluindo duas rodovias nacionais, conectando-se aos estados vizinhos e conectando os principais centros populacionais do Território, além de outros importantes centros, como os parques nacionais de Uluru (Ayers Rock), Kakadu e Litchfield. A rodovia Stuart, outrora conhecida como "The Track", segue de norte a sul, conectando Darwin e Alice Springs a Adelaide na Austrália Meridional. Algumas das estradas fechadas são de betume de pista única. Muitas estradas não pavimentadas conectam os assentamentos mais remotos.
O Território do Norte era um dos poucos lugares restantes no mundo, sem restrições de velocidade em determinadas vias públicas, até 21 de novembro de 2016. Em 1º de janeiro de 2007, um limite de velocidade padrão de 110 km/h foi introduzido em estradas fora de áreas urbanas (dentro de áreas urbanas de 40, 50 ou 60 km/h). Velocidades de até 130 km/h são permitidas em algumas das principais rodovias, como a rodovia Stuart. Em 1º de fevereiro de 2014, o limite de velocidade foi removido em uma porção de 204 km da rodovia Stuart por um período experimental de um ano. O limite de velocidade máxima foi alterado para 130 km/h em 21 de novembro de 2016.

### Transporte ferroviário
A ferrovia Adelaide–Darwin, uma nova ferrovia de bitola padrão, conecta Adelaide via Alice Springs com Darwin, substituindo as ferrovias de bitola estreita anteriores que tinham um espaço entre Alice Springs e Birdum. O trem de passageiros Ghan vai de Darwin a Adelaide, parando em Katherine, Tennant Creek, Alice Springs e Kulgera no Território do Norte.

### Transporte aéreo
O Aeroporto Internacional de Darwin é o principal aeroporto doméstico e internacional do território. Vários aeroportos menores também estão espalhados por todo o território e são servidos por companhias aéreas menores; incluindo o aeroporto de Alice Springs, o aeroporto de Ayers Rock, o aeroporto de Katherine e o aeroporto de Tennant Creek.